# Andrea Doria

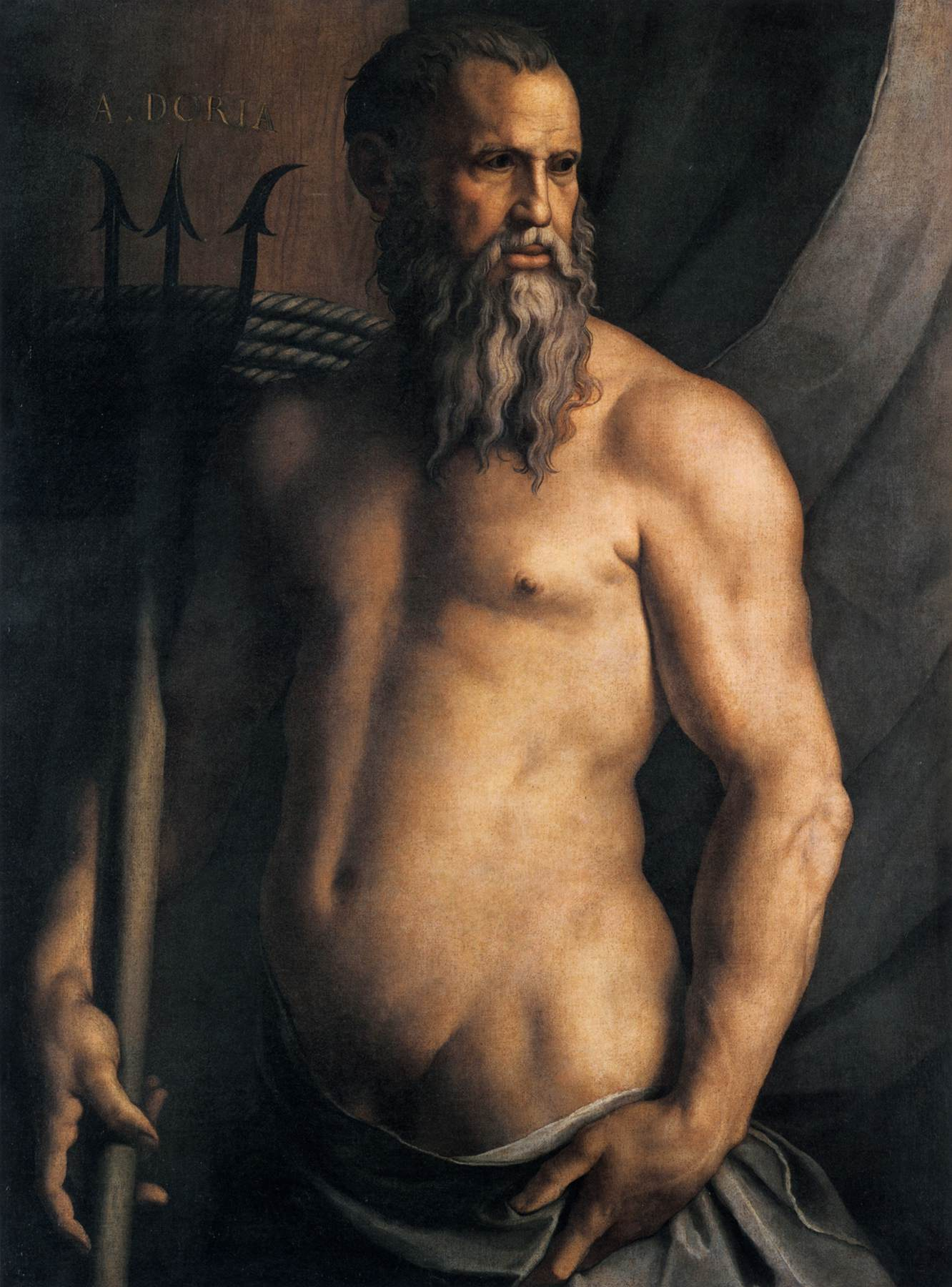
Andrea Doria stylizovaný jako Neptun na malbě Angela Bronzina

Andrea Doria (30. listopad 1466, Oneglie – 25. listopad 1560, Janov) byl italský námořník, admirál, voják, politik, vládce Janovské městské republiky, kníže z Melfi.

## Životopis
Pocházel ze starého janovského rodu Doriů, z něhož vzešlo několik vynikajících námořních velitelů. Narodil se v ligurském městě Oneglia, dnes součást města Imperia. V mládí záhy osiřel a stal se vojákem štěstěny neboli žoldnéřem. Díky svým schopnostem se brzy stal kondotiérem čili velitelem námezdných žoldnéřů. Nejprve byl ve službách papeže, později si ho najímala různá italská knížata.
V roce 1503 bojoval na Korsice ve službách janovského loďstva – Janovská republika byla v té době francouzským vazalem – a zúčastnil se vzpoury Janova proti Francouzům, jež přinutil opustit město. Byl za to jmenován admirálem a posléze velitelem janovské flotily. Po několik let pak brázdil vody Středozemního moře a bojoval zejména proti Osmanským Turkům a středomořským pirátům.

### Války mezi Francií a Svatou říší římskou
Mezitím se Janov opět dostal do francouzského područí a roku 1522 jej ovládla vojska římského císaře. Doria vstoupil do služeb francouzského krále Františka I., který ho jmenoval generálním kapitánem. V roce 1524 osvobodil Doria z obklíčení císařských vojsk Marseille a později pomohl vrátit Janov opět pod nadvládu Francouzů. Jeho lodi, jimž velel jeho synovec Filippino Doria, rozdrtily roku 1528 v bitvě u Capo d'Orso španělské loďstvo.
Francouzský král se však stavěl k plnění svých závazků velmi liknavě. Když nevyplatil Doriovým vojskům žold a odmítl předat Janovským Savonu, kterou jim slíbil, přešel Doria v červnu 1528 po vypršení svého smluvního závazku na stranu císaře Karla V.

### Obnovení Janovské republiky
Doria nařídil svému synovci Filippinovi, který se v té době podílel společně s Francouzi na blokádě Neapole, aby opustil blokádu. Sám pak odplul do Janova, odkud s pomocí tamější šlechty vyhnal Francouze a obnovil Janovskou republiku pod ochranou císaře Karla V.
Zreformoval janovskou ústavu a sjednotil rozdělenou společnost vytvořením 28 vládnoucích klanů. Patřily k nim rody Cybo, Doria, Fieschi, Giustiniani, Grimaldi, Imperiali, Pallavicini a Spinola.
Odmítl nabídky stát se janovským pánem, či dokonce dóžetem, ale přijal pozici „stálého cenzora“ a až do své smrti se těšil výjimečnému vlivu při zasedání rady republiky. Titul cenzora byl pojat ve smyslu starořímském, tedy jako vysoce vážený starší veřejný úředník (viz Římský cenzor), nikoli jak mu rozumíme dnes.
Janovská republika mu udělila řadu výsad, dva paláce a titul Liberator et Pater Patriae (Osvoboditel a otec vlasti).

### Císařský admirál
Jako císařský admirál velel několika výpravám proti Osmanské říši, jíž vládl sultán Sulejman I., při nichž dobyl Koroni (Corone) a Patru (Patras) a společně s císařem pak v roce 1535 obsadil Tunis, kde osvobodil 20 000 křesťanských zajatců. Pro císaře Karla V., jemuž pomohl ovládnout celou Itálii, byl neocenitelným spojencem v bojích proti Františku I.
V únoru 1538 shromáždil papež Pavel III. proti Turkům Svatou ligu, kterou tvořily Papežský stát, Španělsko, Svatá říše římská, Benátská republika a řád Maltézských rytířů. Velitel osmanského námořnictva Chajruddín Barbarossa
však v září téhož roku v bitvě u Prevezy loďstvo této křesťanské aliance, jehož spoluvelitelem Doria byl, porazil. Byla to jedna ze tří největších námořních bitev ve Středomoří v 16. století. Toto vítězství zajistilo Turkům na příštích 33 let nadvládu nad východním Středomořím, kterou ukončila až bitva u Lepanta v roce 1571.
V roce 1541 doprovázel Doria Karla V. na neúspěšné výpravě na Alžír, s níž nesouhlasil a která skončila díky nepříznivému počasí tragicky. Po dalších pět let pak aktivně podporoval císaře v řadě různých válek, v nichž byl i přes svůj vysoký věk – bylo mu teď již přes 70 – v zásadě úspěšný.

## Podzim života
Po uzavření míru mezi Karlem V. a Františkem I. v Crépy v roce 1544 doufal Andrea Doria, že stráví zbytek svého života v klidu. Avšak jeho ohromná moc a bohatství, jakož i arogance jeho synovce Giannettina Dorii, jehož chtěl učinit svým nástupcem a který proti sobě popudil janovskou šlechtu, mu nadělaly mnoho nepřátel. V roce 1547 tak vypuklo spiknutí vedené janovským šlechticem, hrabětem z Lavagny, Giovannim Luigim Fieschim, které mělo zbavit rod Doriů moci. Giannettino byl zabit, ale spiklenci byli poraženi. Při jejich trestání projevil Andrea Doria značnou pomstychtivost, když pro sebe získal většinu jejich lén. Byl rovněž zapleten do vraždy parmského vévody Piera Luigiho Farneseho, který napomáhal Fieschimu.
Následovala další spiknutí, nejvýznamnější z nich vedl markýz z Massy a Carrary Giulio Cybo (1548), všechna však byla potlačena. Přestože byl Doria velmi ctižádostivý a tvrdý, byl také velký vlastenec a úspěšně odrážel opakované snahy císaře Karla V. o vybudování pevnosti se španělskou vojenskou posádkou v Janově.
Ani věkem se nezmenšila jeho energie. V roce 1550 se ve svých 84 opět vydal na moře, aby se vypořádal s berberskými piráty, nebyl však příliš úspěšný. Roku 1552 porazilo osmanské loďstvo vedené admirálem Turgutem Reisem v bitvě u Ponzy španělsko-italskou flotilu Karla V., jíž velel Andrea Doria. Téhož roku se opět rozhořela válka mezi Svatou říší římskou a Francií. Následujícího roku se Francouzi při invazi na Korsiku zmocnili ostrova, který byl tehdy ve správě janovské Banky svatého Jiří. Doria byl opět povolán a strávil roky 1553–1555 na ostrově, kde se střídavými úspěchy bojoval s Francouzi.
V roce 1555 se vrátil do Janova, a protože se již cítil velmi starý a slabý, předal velení nad loďstvem svému prasynovci Giovannimu Andreovi Doriovi, synovi Gianettina Dorii. Giovanni vedl v roce 1560 výpravu proti Tripolisu, ale byl ještě neúspěšnější než jeho prastrýc u Alžíru, když po prohrané bitvě u ostrova Džerby proti loďstvu tureckých admirálů Pijaliho Paši a Turguta Reise jen stěží uprchl. Andrea Doria mu posléze přenechal i svůj veškerý majetek.

## Lodi
Na admirálovu počest bylo pojmenováno několik lodí a dvě třídy válečných lodí italského námořnictva.
- Třída Andrea Doria – třída bitevních lodí zařazených do služby za 1. světové války
- Třída Andrea Doria (vrtulníkový křižník) – třída vrtulníkových lodí zařazených do služby v roce 1964
- USS Andrew Doria – dvě stejnojmenné lodi amerického námořnictva z let 1775 (briga) a 1908 (tanker)
- Italská obrněná bitevní loď dokončená roku 1891; za 1. světové války sloužila jako plovoucí baterie GR104; sešrotována v roce 1929
- Italská vedoucí loď dokončená roku 1916; sloužila v 1. i 2. světové válce; sešrotována v roce 1956
- SS Andrea Doria – luxusní italský transatlantický parník spuštěný na vodu v roce 1951; potopil se roku 1956[5]
- Andrea Doria (C 553) – vedoucí loď stejnojmenné třídy nosičů vrtulníků spuštěná na vodu v roce 1962; vyřazena ze služby roku 1991
- Andrea Doria (D 553) – italská fregata třídy Horizon, jež vstoupila do služby v roce 2007

Jeho jméno nesl také janovský fotbalový klub, který se však roku 1946 sloučil s klubem Sampierdarenese a vytvořili nový oddíl Sampdoria Janov.